# Seleção Brasileira de Voleibol Masculino
A seleção brasileira de voleibol masculino é a seleção nacional de voleibol adulta profissional brasileira, organizada e gerenciada pela Confederação Brasileira de Voleibol (CBV). Sua estreia em competições internacionais foi no Campeonato Sul-Americano de 1951, antes mesmo da fundação da CBV. Seus resultados esportivos começaram a aparecer de forma consistente na década de 1980, que configurou o voleibol brasileiro como força mundial. Conquistou a medalha de ouro olímpica três vezes, nos Jogos Olímpicos de Barcelona em 1992, nas Olimpíadas de Atenas em 2004 e nos Jogos Olímpicos do Rio de Janeiro em 2016. No início do século XXI, a seleção tornou-se hegemônica, ganhando 16 de 20 torneios disputados e indo ao pódio mais 4 vezes.
Nos Jogos Pan-Americanos, o Brasil é penta-campeão, tendo conquistado cinco medalhas de ouro (1963, 1983, 2007, 2011 e 2023), 
De 2002 a 2006, a seleção completou quatro anos de domínio absoluto no voleibol, com dois títulos Mundiais e um Olímpico. Façanha só conseguida pela antiga URSS e pelos EUA.
Em julho de 2010 a seleção brasileira conquistou o eneacampeonato da Liga Mundial da FIVB (1993, 2001, 2003, 2004, 2005, 2006, 2007, 2009 e 2010), tornando-se a seleção nacional mais bem-sucedida da história do campeonato. Ainda em 2010, a seleção conquistou o tricampeonato mundial de forma consecutiva. Atualmente ocupa o quarto lugar geral do ranking da FIVB.

## História

### Início

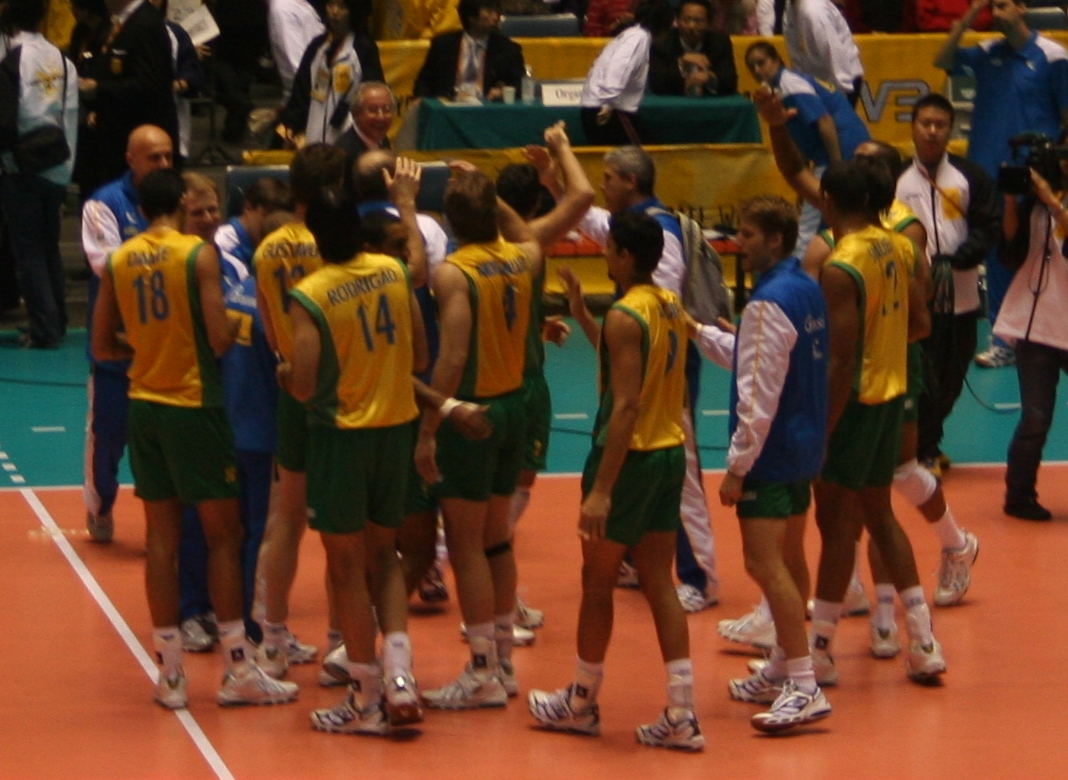
Campeonato Mundial de 2006, no Japão. Os brasileiros comemoram após vitória contra a Sérvia e Montenegro.

O primeiro resultado relevante da Seleção foi a conquista do Campeonato Sul-Americano de 1951, antes mesmo da fundação da Confederação Brasileira de Voleibol. A equipe era formada pelos seguintes jogadores: Henrique Otávio, Betinho, Álvaro Benício, Hélio Silva, Octávio, Lúcio Figueiredo, Hélcio Macedo, Jorge de Almeida, Maurício Macedo, Geowaldo Bentes (Tite), Paulo Augusto, John O'Shea, técnico: Paulo Azeredo.
Até a década de 1980, porém, o voleibol ainda era um esporte de pouca valorização no Brasil, além de carregar a conotação de que se tratava de um esporte “para meninas”, enquanto o futebol seria a prática “dos meninos”, já que os gestos praticados na modalidade, diziam, eram muito "afeminados". Assim, até o final da década de 1970, a seleção obteve resultados a âmbitos mundiais que variavam entre os décimo quinto e quinto lugares.

### A década de 1980 e aGeração de prata
A partir da década de oitenta, com a chamada Geração de prata, o voleibol brasileiro começou a obter resultados importantes, como o título nos Jogos Pan-Americanos de 1983 e a medalha de prata nas Olimpíadas de Los Angeles em 1984. Esses resultados, aliados a investimentos de marketing e formação de base, melhoraram sensivelmente o nível do voleibol nacional. Entre os eventos promocionais, uma partida entre o Brasil e a URSS, então a melhor seleção do mundo, no Maracanã, pode ser considerada um evento histórico do voleibol nacional. Estes resultados só foram possíveis graças a uma revolução tática, através da introdução de bolas atacadas atrás da linha dos três, que eram realizadas de modo sistemático e executadas com maior velocidade do que as realizadas esporadicamente por algumas equipes do mundo mais consistentes.

### A Década de 1990 e o primeiro ouro olímpico
Esta revolução tática trazida pela Seleção resultaram no ouro nas Olimpíadas de Barcelona, em 1992. José Roberto Guimarães adotou um estilo de jogo com apenas um central de ofício em quadra, Paulão. Marcelo Negrão, o oposto, em duas passagens bloqueava no meio da rede. O time era tão versátil no ataque que Negrão atacava com a mesma facilidade bolas de primeiro tempo e as bolas de fundo, altas. Adotando este estilo de jogo, o Brasil começou a ter equipes fortes e também a exportar jogadores para todo o mundo.
| Seleção Brasileira (Ouro) - Temporada 1992                          | Seleção Brasileira (Ouro) - Temporada 1992 |
| ------------------------------------------------------------------- | --- |
| Marcelo Negrão # Carlão # Giovane # Tande # Paulão # Maurício # ' # | \| DIRETORIA \| DIRETORIA \| \| ------------------ \| -------------------------- \| \| Presidente \| Carlos Arthur Nuzman (CBV) \| \| Vice-presidente \| \| \| Diretor \| \| \| Gerente \| \| \| Supervisor \| \| \| COMISSÃO TÉCNICA \| \| \| Técnico \| José Roberto Guimarães \| \| Assistente técnico \| \| \| Auxiliar técnico \| \| \| Preparador físico \| \| \| Fisioterapeuta \| \| \| Médico \| \| \| Massagista \| \| |
| DIRETORIA                                                           | |
| Presidente                                                          | Carlos Arthur Nuzman (CBV) |
| Vice-presidente                                                     | |
| Diretor                                                             | |
| Gerente                                                             | |
| Supervisor                                                          | |
| COMISSÃO TÉCNICA                                                    | |
| Técnico                                                             | José Roberto Guimarães |
| Assistente técnico                                                  | |
| Auxiliar técnico                                                    | |
| Preparador físico                                                   | |
| Fisioterapeuta                                                      | |
| Médico                                                              | |
| Massagista                                                          | |

| DIRETORIA          | DIRETORIA                  |
| ------------------ | -------------------------- |
| Presidente         | Carlos Arthur Nuzman (CBV) |
| Vice-presidente    |                            |
| Diretor            |                            |
| Gerente            |                            |
| Supervisor         |                            |
| COMISSÃO TÉCNICA   |                            |
| Técnico            | José Roberto Guimarães     |
| Assistente técnico |                            |
| Auxiliar técnico   |                            |
| Preparador físico  |                            |
| Fisioterapeuta     |                            |
| Médico             |                            |
| Massagista         |                            |

|                     |  |                   |  |
|                     |  |                   |  |
| Jogadores Suplentes |  |                   |  |
|                     |  | Jorge Édson       |  |
|                     |  | Janelson          |  |
|                     |  | Douglas Chiarotti |  |
|                     |  | Talmo             |  |
|                     |  | Pampa             |  |
|                     |  | Amauri Ribeiro    |  |

Embora o Brasil tenha conquistado as Olimpíadas de 1992, em uma final contra os Países Baixos, que foram campeões em 1996 contra a Itália, a década de 1990, seria dominada pela seleção italiana, que ganharia, entre outros, a Liga Mundial (7 vezes): 1990, 1991, 1992, 1994, 1995, 1997, 1999 (embora as Olimpíadas de 1992 tenham sido vencidas pelo Brasil, em uma final contra os Países Baixos, que foram campeões em 1996 contra a Itália).

### A Década de 2000 e a dominância
Mas os melhores resultados ainda estavam por vir. No início do século XXI, sob o comando do treinador Bernardinho, que introduziu o que alguns consideram a "última revolução tática do vôlei", a seleção tornou-se praticamente invencível. Esta tática consistia na bola de tempo atacada do fundo, pela posição seis. De 2001 a 2006, a seleção disputou 20 títulos, obtendo 16 primeiros lugares, 3 segundos lugares e 1 terceiro lugar. Os primeiros lugares incluíram dois Campeonatos Mundiais, cinco Ligas Mundiais, uma Copa do Mundo, uma Copa dos Campeões e uma Olimpíada.
| Seleção Brasileira (Ouro) - Temporada                                                | Seleção Brasileira (Ouro) - Temporada |
| ------------------------------------------------------------------------------------ | --- |
| André Nascimento # Gustavo # Giba # Nalbert # André Heller # Ricardinho # Serginho # | \| DIRETORIA \| DIRETORIA \| \| ------------------ \| --------------- \| \| Presidente \| Ary Graça (CBV) \| \| Vice-presidente \| \| \| Diretor \| \| \| Gerente \| \| \| Supervisor \| \| \| COMISSÃO TÉCNICA \| \| \| Técnico \| Bernardinho \| \| Assistente técnico \| \| \| Auxiliar técnico \| \| \| Preparador físico \| \| \| Fisioterapeuta \| \| \| Médico \| \| \| Massagista \| \| |
| DIRETORIA                                                                            | |
| Presidente                                                                           | Ary Graça (CBV) |
| Vice-presidente                                                                      | |
| Diretor                                                                              | |
| Gerente                                                                              | |
| Supervisor                                                                           | |
| COMISSÃO TÉCNICA                                                                     | |
| Técnico                                                                              | Bernardinho |
| Assistente técnico                                                                   | |
| Auxiliar técnico                                                                     | |
| Preparador físico                                                                    | |
| Fisioterapeuta                                                                       | |
| Médico                                                                               | |
| Massagista                                                                           | |

| DIRETORIA          | DIRETORIA       |
| ------------------ | --------------- |
| Presidente         | Ary Graça (CBV) |
| Vice-presidente    |                 |
| Diretor            |                 |
| Gerente            |                 |
| Supervisor         |                 |
| COMISSÃO TÉCNICA   |                 |
| Técnico            | Bernardinho     |
| Assistente técnico |                 |
| Auxiliar técnico   |                 |
| Preparador físico  |                 |
| Fisioterapeuta     |                 |
| Médico             |                 |
| Massagista         |                 |

|                     |  |          |  |
|                     |  |          |  |
| Jogadores Suplentes |  |          |  |
| Levantador          |  | Maurício |  |
| Ponteiro            |  | Giovane  |  |
| Oposto              |  | Anderson |  |
| Central             |  | Rodrigão |  |
| Ponteiro            |  | Dante    |  |

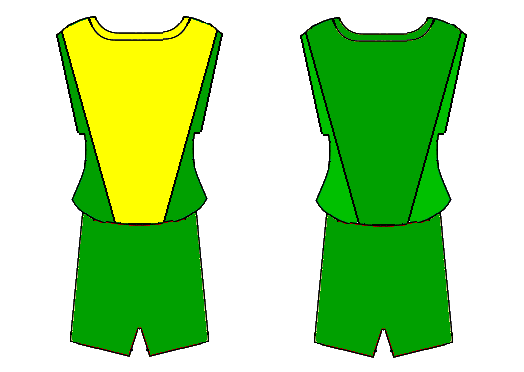
Uniforme principal da seleção brasileira nas cores verde e amarelo, até 2007

Entre 2007 e 2016, a seleção ainda conquistou mais uma Olimpíada, um Campeonato Mundial, três títulos da Liga Mundial, uma Copa do Mundo e duas Copa dos Campeões. Nessas campanhas vitoriosas da seleção, um jogador sempre destacou-se dos demais apesar do ótimo grupo do Brasil, Giba. Quase sempre titular em todas as conquistas do Brasil na era Bernardinho, Giba alcançou três vezes o pódio olímpico e conquistou três Campeonatos Mundiais, duas Copas do Mundo, três Copas dos Campeões, oito Ligas Mundiais, um Pan-Americano e oito Sul-Americanos. Ao conquistar o título mundial em 2010, Leandro Vissotto igualou-se a Nalbert e tornou-se o segundo jogador a obter títulos mundiais em todas as categorias: Sub-19, Sub-21 e adulta.
| Seleção Brasileira (Ouro) - Temporada 2016                                                    | Seleção Brasileira (Ouro) - Temporada 2016 |
| --------------------------------------------------------------------------------------------- | --- |
| Wallace # 4 Lucão # 16 Lipe # 12 Lucarelli # 8 Maurício Souza # 13 Bruninho # 1 Serginho # 10 | \| DIRETORIA \| DIRETORIA \| \| ------------------ \| -------------------------------- \| \| Presidente \| Walter Pitombo Laranjeiras (CBV) \| \| Vice-presidente \| \| \| Diretor \| \| \| Gerente \| \| \| Supervisor \| \| \| COMISSÃO TÉCNICA \| \| \| Técnico \| Bernardinho \| \| Assistente técnico \| Ricardo Tabach \| \| Auxiliar técnico \| Rubinho \| \| Preparador físico \| José Salles Neto \| \| Fisioterapeuta \| Fiapo \| \| Médico \| Álvaro Chamecki \| \| Massagista \| \| |
| DIRETORIA                                                                                     | |
| Presidente                                                                                    | Walter Pitombo Laranjeiras (CBV) |
| Vice-presidente                                                                               | |
| Diretor                                                                                       | |
| Gerente                                                                                       | |
| Supervisor                                                                                    | |
| COMISSÃO TÉCNICA                                                                              | |
| Técnico                                                                                       | Bernardinho |
| Assistente técnico                                                                            | Ricardo Tabach |
| Auxiliar técnico                                                                              | Rubinho |
| Preparador físico                                                                             | José Salles Neto |
| Fisioterapeuta                                                                                | Fiapo |
| Médico                                                                                        | Álvaro Chamecki |
| Massagista                                                                                    | |

| DIRETORIA          | DIRETORIA                        |
| ------------------ | -------------------------------- |
| Presidente         | Walter Pitombo Laranjeiras (CBV) |
| Vice-presidente    |                                  |
| Diretor            |                                  |
| Gerente            |                                  |
| Supervisor         |                                  |
| COMISSÃO TÉCNICA   |                                  |
| Técnico            | Bernardinho                      |
| Assistente técnico | Ricardo Tabach                   |
| Auxiliar técnico   | Rubinho                          |
| Preparador físico  | José Salles Neto                 |
| Fisioterapeuta     | Fiapo                            |
| Médico             | Álvaro Chamecki                  |
| Massagista         |                                  |

|                     |  |                 |  |
|                     |  |                 |  |
| Jogadores Suplentes |  |                 |  |
| Levantador          |  | William         |  |
| Ponteiro            |  | Douglas         |  |
| Oposto              |  | Evandro         |  |
| Central             |  | Éder            |  |
| Ponteiro            |  | Maurício Borges |  |

A sequência de resultados positivos é certamente fruto de uma administração de qualidade, que conseguiu transformar o voleibol no segundo esporte no coração dos brasileiros, e que conseguiu ótimos resultados também no vôlei de praia, no qual, segundo a CBV, em 149 torneios internacionais organizados pela Federação Internacional de Voleibol, o Brasil subiu ao pódio 142 vezes (entre 1987 e 2003). Os resultados de 2001 a 2006 são, por muitos, atribuídos à grande qualidade da equipe, mas principalmente à capacidade do técnico Bernardinho de obter resultados. Após o Campeonato Mundial de 2006 a seleção brasileira ocupava o primeiro lugar no ranking da FIVB, com 195 pontos (63 pontos a mais que o segundo colocado, a Itália). Dos onze jogadores no topo do ranking brasileiro (valendo 7 pontos para as equipes), dez atuavam no exterior e um estava sem equipe. Em 5 de janeiro de 2008, a seleção já aparecia com 260 pontos (60.5 pontos a mais que o segundo colocado, a Rússia), a maior pontuação da história do Brasil no ranking da FIVB até aquele momento. Bernardinho assumiu o comando da seleção masculina em 2001 e, em 18 de agosto de 2010, somava 331 partidas, com 299 vitórias e 32 derrotas.

## Títulos

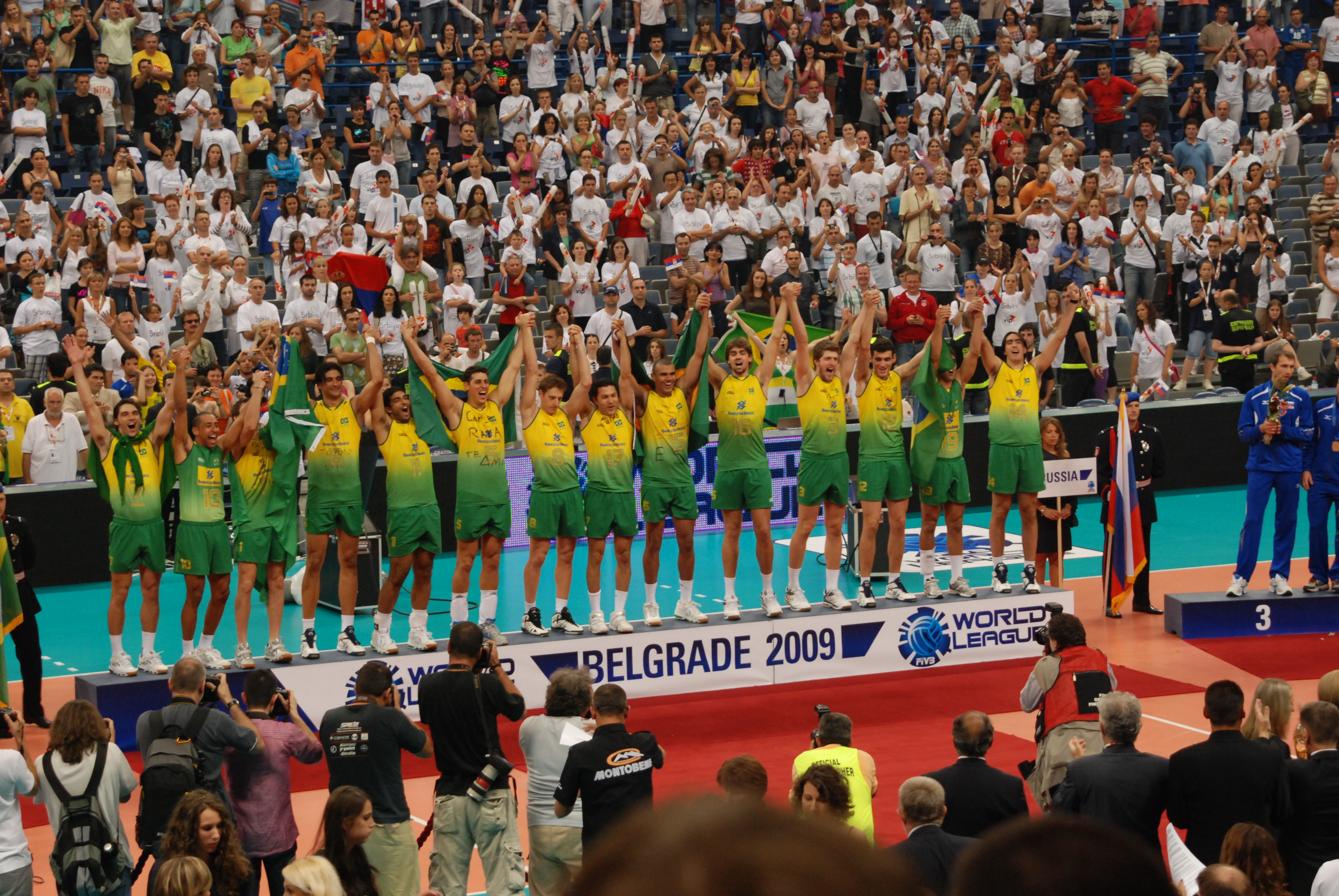
Seleção campeã da Liga Mundial de 2009.

A seleção brasileira já conquistou todos os principais campeonatos de voleibol. Nos Jogos Olímpicos, o Brasil possui seis medalhas: três de ouro conquistadas respectivamente em:
• Barcelona (1992)
• Atenas (2004)
• Rio de Janeiro (2016)
e três de prata conquistadas em:
• Los Angeles (1984) 
• Pequim (2008)
• Londres (2012).
No Campeonato Mundial, o Brasil possui seis medalhas: três de ouro conquistadas:
• na Argentina (2002),
• no Japão (2006)
• na Itália (2010)
e três de prata conquistadas:
• na Argentina (1982)
• na Polônia (2014) 
• Itália e Bulgária (2018).
Na Copa do Mundo o Brasil possui seis medalhas, três de ouro (2003, 2007 e 2019) e três de bronze (1981, 1995 e 2011).
Já nos Jogos Pan-Americanos, o Brasil possui cinco medalhas de ouro (1963, 1983, 2007, 2011 e 2023), sete de prata (1959, 1967, 1975, 1979, 1991, 1999 e 2015) e cinco de bronze (1955, 1971, 1987, 2003 e 2019). Nos Jogos Pan-Americanos de 2007, disputados no Rio de Janeiro, o Brasil conquistou sua terceira medalha de ouro derrotando os Estados Unidos na final. Em 2011, nos Jogos de Guadalajara, a seleção conquistou o seu quarto título vencendo na final a equipe cubana principal com um time considerado pela imprensa brasileira como B.
Em 22 de agosto de 2010, em seu primeiro torneio após a conquista do eneacampeonato da Liga Mundial, a seleção brasileira conquistou o segundo título no ano. o Brasil encerrou sua participação no quadrangular Hubert Jerzeg Wagner, na cidade polonesa de Bydgoszcz, invicta. Em seu terceiro e último jogo na competição, a equipe derrotou a Polônia, por 3 sets a 1, dando o troco da derrota sofrida em um amistoso no dia 18 de agosto por 3 a 2. Em 2011, a seleção brasileira conquistou o primeiro título nos Jogos Mundiais Militares, realizados no Rio de Janeiro, derrotando a equipe chinesa na final. Em 2015, o Brasil tornou-se bicampeão dos Jogos Mundiais Militares ao vencer o Egito na final por 3 a 1, após perder na primeira fase por 3 a 0 para o conjunto egípcio, que contava com o time principal que disputou a Liga Mundial. Nas categorias de base, o Brasil também ostenta bastante tradição, sendo o maior vencedor do campeonato mundial Sub-19 e o segundo maior vencedor do campeonato mundial Sub-21. Em 2013, a seleção brasileira venceu a primeira edição do Campeonato Mundial Sub-23, disputado em Uberlândia, derrotando a Rússia na semifinal e a Sérvia na final. Em 2021, conquista a Liga das Nações após duas edições seguidas em quarto lugar, quebrando um jejum de dez anos sem conquistar uma liga, se tornando assim, a seleção que venceu todos os maiores torneios organizados pela FIVB.
Em âmbito continental, a seleção brasileira é a maior vencedora do Campeonato Sul-Americano, disputado desde 1951. O Brasil ganhou 33 das 35 edições realizadas, não conquistando o torneio na única edição que não participou, em 1964, além da edição realizada em 2023, na qual terminou o torneio com o vice-campeonato e o bicampeonato da seleção argentina.

## Resultados obtidos nos principais campeonatos

### Jogos Olímpicos
| Ano  | Sede             | Classificação |
| ---- | ---------------- | ------------- |
| 1964 | Tóquio           | 7º            |
| 1968 | Cidade do México | 9º            |
| 1972 | Munique          | 8º            |
| 1976 | Montreal         | 7º            |
| 1980 | Moscou           | 5º            |
| 1984 | Los Angeles      | 2º            |
| 1988 | Seul             | 4º            |
| 1992 | Barcelona        | 1º            |
| 1996 | Atlanta          | 5º            |
| 2000 | Sydney           | 6º            |
| 2004 | Atenas           | 1º            |
| 2008 | Pequim           | 2º            |
| 2012 | Londres          | 2º            |
| 2016 | Rio de Janeiro   | 1º            |
| 2020 | Tóquio           | 4º            |
| 2024 | Paris            | 8º            |

### Campeonato Mundial
| Ano  | Sede                | Classificação |
| ---- | ------------------- | ------------- |
| 1956 | França              | 11º           |
| 1960 | Brasil              | 5º            |
| 1962 | União Soviética     | 10º           |
| 1966 | Tchecoslováquia     | 13º           |
| 1970 | Bulgária            | 12º           |
| 1974 | México              | 9º            |
| 1978 | Itália              | 6º            |
| 1982 | Argentina           | 2º            |
| 1986 | França              | 4º            |
| 1990 | Brasil              | 4º            |
| 1994 | Grécia              | 5º            |
| 1998 | Japão               | 4º            |
| 2002 | Argentina           | 1º            |
| 2006 | Japão               | 1º            |
| 2010 | Itália              | 1º            |
| 2014 | Polónia             | 2º            |
| 2018 | Bulgária / Itália   | 2º            |
| 2022 | Eslovênia / Polónia | 3°            |

### Copa do Mundo
| Ano  | Sede              | Classificação |
| ---- | ----------------- | ------------- |
| 1969 | Alemanha Oriental | 6º            |
| 1977 | Japão             | 8º            |
| 1981 | Japão             | 3º            |
| 1985 | Japão             | 4º            |
| 1989 | Japão             | 5º            |
| 1991 | Japão             | 6º            |
| 1995 | Japão             | 3º            |
| 1999 | Japão             | 5º            |
| 2003 | Japão             | 1º            |
| 2007 | Japão             | 1º            |
| 2011 | Japão             | 3º            |
| 2019 | Japão             | 1º            |

### Copa dos Campeões
| Ano  | Sede  | Classificação |
| ---- | ----- | ------------- |
| 1993 | Japão | 2º            |
| 1997 | Japão | 1º            |
| 2001 | Japão | 2º            |
| 2005 | Japão | 1º            |
| 2009 | Japão | 1º            |
| 2013 | Japão | 1º            |
| 2017 | Japão | 1º            |

### Liga das Nações
| Ano  | Sede    | Classificação |
| ---- | ------- | ------------- |
| 2018 | Lille   | 4º            |
| 2019 | Chicago | 4º            |
| 2021 | Rimini  | 1º            |
| 2022 | Bolonha | 6º            |
| 2023 | Gdansk  | 6º            |
| 2024 | Łódź    | 7°            |
| 2025 | Ningbo  | 3°            |

### Liga Mundial
| Ano  | Sede                  | Classificação |
| ---- | --------------------- | ------------- |
| 1990 | Osaka                 | 3º            |
| 1991 | Milão                 | 5º            |
| 1992 | Gênova                | 5º            |
| 1993 | São Paulo             | 1º            |
| 1994 | Milão                 | 3º            |
| 1995 | Rio de Janeiro        | 2º            |
| 1996 | Roterdã               | 5º            |
| 1997 | Moscou                | 5º            |
| 1998 | Milão                 | 5º            |
| 1999 | Mar del Plata         | 3º            |
| 2000 | Roterdã               | 3º            |
| 2001 | Katowice              | 1º            |
| 2002 | Belo Horizonte–Recife | 2º            |
| 2003 | Madri                 | 1º            |
| 2004 | Roma                  | 1º            |
| 2005 | Belgrado              | 1º            |
| 2006 | Moscou                | 1º            |
| 2007 | Katowice              | 1º            |
| 2008 | Rio de Janeiro        | 4º            |
| 2009 | Belgrado              | 1º            |
| 2010 | Córdoba               | 1º            |
| 2011 | Gdańsk–Sopot          | 2º            |
| 2012 | Sófia                 | 6º            |
| 2013 | Mar del Plata         | 2º            |
| 2014 | Florença              | 2º            |
| 2015 | Rio de Janeiro        | 5º            |
| 2016 | Cracóvia              | 2º            |
| 2017 | Curitiba              | 2º            |

### Campeonato Sul-Americano
| Ano  | Sede            | Classificação |
| ---- | --------------- | ------------- |
| 1951 | Rio de Janeiro  | 1º            |
| 1956 | Montevidéu      | 1º            |
| 1958 | Porto Alegre    | 1º            |
| 1961 | Lima            | 1º            |
| 1962 | Santiago        | 1º            |
| 1967 | Santos          | 1º            |
| 1969 | Caracas         | 1º            |
| 1971 | Montevidéu      | 1º            |
| 1973 | Bucaramanga     | 1º            |
| 1975 | Assunção        | 1º            |
| 1977 | Lima            | 1º            |
| 1979 | Rosário         | 1º            |
| 1981 | Santiago        | 1º            |
| 1983 | São Paulo       | 1º            |
| 1985 | Caracas         | 1º            |
| 1987 | Montevidéu      | 1º            |
| 1989 | Curitiba        | 1º            |
| 1991 | São Paulo       | 1º            |
| 1993 | Córdova         | 1º            |
| 1995 | Porto Alegre    | 1º            |
| 1997 | Caracas         | 1º            |
| 1999 | Córdova         | 1º            |
| 2001 | Cáli            | 1º            |
| 2003 | Rio de Janeiro  | 1º            |
| 2005 | Lages           | 1º            |
| 2007 | Santiago        | 1º            |
| 2009 | Bogotá          | 1º            |
| 2011 | Cuiabá          | 1º            |
| 2013 | Cabo Frio       | 1º            |
| 2015 | Maceió          | 1º            |
| 2017 | Santiago–Temuco | 1º            |
| 2019 | Santiago–Temuco | 1º            |
| 2021 | Brasília        | 1º            |
| 2023 | Recife          | 2º            |

### Copa Pan-Americana
| Ano  | Sede             | Classificação |
| ---- | ---------------- | ------------- |
| 2010 | San Juan         | 4º            |
| 2011 | Gatineau         | 1º            |
| 2012 | Santo Domingo    | 4º            |
| 2013 | Cidade do México | 1º            |
| 2015 | Reno             | 1º            |
| 2018 | Córdoba          | 2º            |
| 2022 | Gatineau         | 8º            |
| 2023 | Guadalajara      | 2º            |

### Copa América
| Ano  | Sede                  | Classificação |
| ---- | --------------------- | ------------- |
| 1998 | Mar del Plata         | 1º            |
| 1999 | Tampa                 | 1º            |
| 2000 | São Bernardo do Campo | 2º            |
| 2001 | Buenos Aires          | 1º            |
| 2005 | São Leopoldo          | 2º            |
| 2007 | Manaus                | 2º            |
| 2008 | Cuiabá                | 2º            |

### Jogos Pan-Americanos
| Ano  | Sede             | Classificação |
| ---- | ---------------- | ------------- |
| 1955 | Cidade do México | 3º            |
| 1959 | Chicago          | 2º            |
| 1963 | São Paulo        | 1º            |
| 1967 | Winnipeg         | 2º            |
| 1971 | Cáli             | 3º            |
| 1975 | Cidade do México | 2º            |
| 1979 | San Juan         | 2º            |
| 1983 | Caracas          | 1º            |
| 1987 | Indianápolis     | 3º            |
| 1991 | Havana           | 2º            |
| 1995 | Mar del Plata    | 7º            |
| 1999 | Winnipeg         | 1º            |
| 2003 | Santo Domingo    | 3º            |
| 2007 | Rio de Janeiro   | 1º            |
| 2011 | Guadalajara      | 1º            |
| 2015 | Toronto          | 2º            |
| 2019 | Lima             | 3º            |
| 2023 | Santiago         | 1º            |

### Jogos Pan-Americanos Júnior
| Ano  | Sede       | Classificação |
| ---- | ---------- | ------------- |
| 2021 | Cáli-Valle | 1º            |
| 2025 | Assunção   |               |

## Medalhas
| Evento                      | Ouro | Prata | Bronze | Total |
| --------------------------- | ---- | ----- | ------ | ----- |
| Jogos Olímpicos             | 3    | 3     | 0      | 6     |
| Campeonato Mundial          | 3    | 3     | 1      | 7     |
| Copa do Mundo               | 3    | 0     | 3      | 6     |
| Copa dos Campeões           | 5    | 2     | 0      | 7     |
| Liga Mundial                | 9    | 7     | 4      | 20    |
| Liga das Nações             | 1    | 0     | 1      | 2     |
| Jogos Pan-Americanos        | 5    | 7     | 5      | 17    |
| Jogos Pan-Americanos Júnior | 1    | 0     | 0      | 0     |
| Copa Pan-Americana          | 3    | 2     | 0      | 5     |
| Campeonato Sul-Americano    | 33   | 1     | 0      | 34    |
| Copa América                | 3    | 4     | 0      | 7     |
| Total                       | 67   | 29    | 13     | 109   |

### Hallda Fama do Voleibol
Membros da seleção que entraram para o Hall da Fama do Voleibol
- Bernard Rajzman (introduzido como jogador em 2005)[58]
- Carlos Nuzman (introduzido como líder em 2007)[59]
- Maurício Lima (introduzido como jogador em 2012)[60]
- Nalbert Bitencourt (introduzido como jogador em 2014)[61]
- Bebeto de Freitas (introduzido como técnico em 2015)[62]
- Renan Dal Zotto (introduzido como jogador em 2015)[63]
- Giba (introduzido como jogador em 2018)[64]
- Giovane Gavio  (introduzido como jogador em 2021)[65]
- Serginho (introduzido como jogador em 2021)[65]

## Lista de Treinadores
| Período   | Treinador                        |
| --------- | -------------------------------- |
| 1951–1954 | Paulo Azeredo                    |
| 1955–1959 | Carlos Alberto Magalhães Turner  |
| 1961      | Geraldo Faggiano                 |
| 1961–1962 | Sami Mehlinsky                   |
| 1963      | Geraldo Faggiano                 |
| 1963      | Sami Mehlinsky                   |
| 1964–1965 | Geraldo Faggiano                 |
| 1966      | Célio Cordeiro Filho             |
| 1967      | Geraldo Faggiano                 |
| 1968–1971 | Paulo Emanuel da Hora Matta      |
| 1972      | Valderbi Romani                  |
| 1973–1974 | Célio Cordeiro Filho             |
| 1975      | Paulo Russo                      |
| 1975      | Carlos Eduardo Albano Feitosa    |
| 1976      | Carlos Reinaldo Pereira Souto    |
| 1977–1980 | Paulo Russo                      |
| 1981–1984 | Bebeto de Freitas                |
| 1985–1986 | José Carlos Brunoro              |
| 1987      | Young Wan Sohn                   |
| 1988–1990 | Bebeto de Freitas                |
| 1991      | Josenildo José da Rocha Carvalho |
| 1992–1996 | José Roberto Guimarães           |
| 1997–2000 | Radamés Lattari                  |
| 2001–2016 | Bernardinho                      |
| 2017–2023 | Renan Dal Zotto                  |
| 2023–     | Bernardinho                      |

## Recordes
A seleção masculina de voleibol do Brasil possui os dois recordes mundiais de público na história do voleibol. Em 26 de julho de 1983, no estádio do Maracanã, no Rio de Janeiro, 95.887 pagantes viram O Grande Desafio de Vôlei – Brasil X URSS, uma partida amistosa na qual o Brasil derrotou a então campeã olímpica e mundial, União Soviética, por 3-1, num recorde absoluto da história do esporte. No dia 6 de julho de 1995, no ginásio do Mineirinho, em Belo Horizonte, foi batido o recorde de público numa partida indoor. 25.326 torcedores superlotaram o ginásio para ver a Itália bater o Brasil por 3-2, na fase decisiva de classificação para as finais da Liga Mundial daquele ano. E em Valinhos em 2001.

## MVP'S
O Jogador Mais Valioso (em inglês:  Most Valuable Player), também conhecido pela sigla MVP, é um prêmio geralmente conferido ao atleta ou atletas de melhor desempenho num torneio. No voleibol o prêmio também é válido para designar um(a) jogador(a) como melhor do mundo no momento. Ao longo dos anos atletas da seleção brasileira de voleibol masculino receberam tal honraria. Abaixo alguns nomes:
Alan Souza
- MVP do Campeonato Sul-Americano de 2019

André Nascimento
André Nascimento foi o melhor jogador da Liga Mundial de 2001, ano que o Bernardo assumiu a seleção, e também foi o melhor atacante do campeonato mundial de 2002, primeiro mundial que o Brasil venceu.
- MVP da Copa dos Campeões de 2005[73]

Caio Alexandre
- MVP do Campeonato Sul-Americano Sub-23 de 2016[74][75]

Douglas Souza
- MVP do Campeonato Sul-Americano Sub-21 de 2014[76]
- MVP do Campeonato Sul-Americano Sub-22 de 2014[77]
- MVP da Copa Pan-Americana de 2015[78][79]

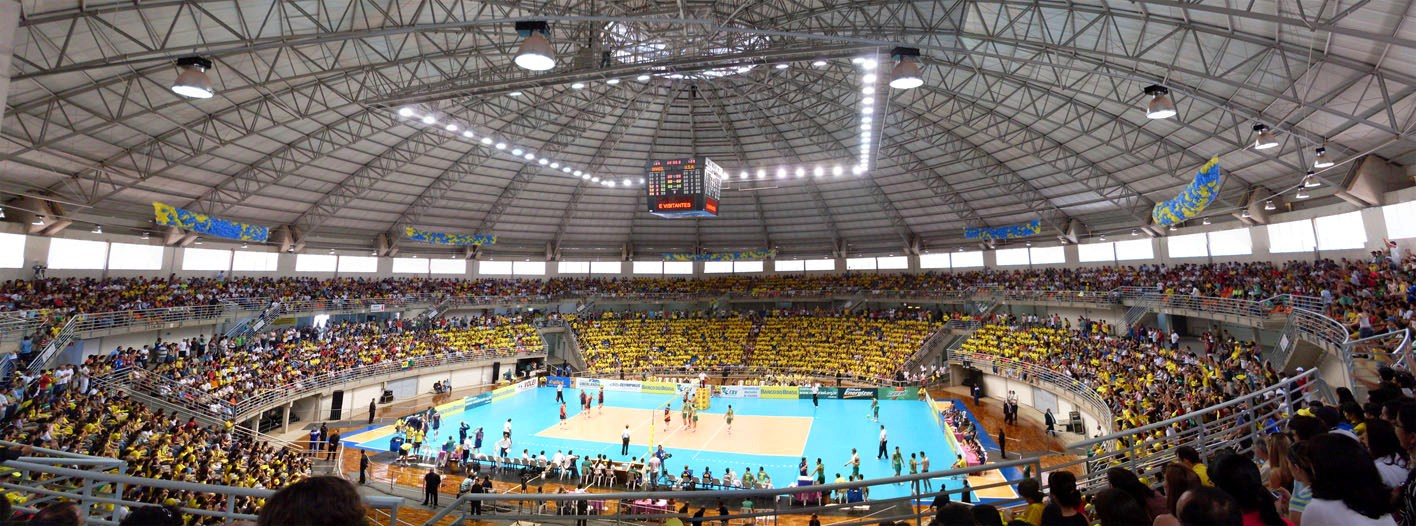
Amistoso da seleção brasileira de voleibol contra os Estados Unidos, no dia 25 de setembro de 2009, em Uberlândia.

Giba
- MVP do Campeonato Mundial Sub-19 de 1993[33]
- MVP dos Jogos Olímpicos de Atenas de 2004[80][81]
- MVP da Liga Mundial de 2006[81][82]
- MVP do Campeonato Mundial de 2006[81][83]
- MVP dos Jogos Pan-Americanos do Rio de Janeiro de 2007[81]
- MVP da Copa do Mundo de 2007[81][84]

Giovane
- MVP da Liga Mundial de 1993[12][82]

Leal
- MVP do Torneio Hubert Jerzeg Wagner de 2019

Lucarelli
- MVP da Copa Pan-Americana de 2013[85][86]
- MVP do Campeonato Mundial Sub-23 de 2013[87]
- MVP da Copa dos Campeões de 2017[88]

Lucas Madalóz
- MVP da Copa Pan-Americana Sub-21 de 2015[89]

Maurício Borges
- MVP do Campeonato Mundial Sub-21 de 2009[90]

Murilo
- MVP da Liga Mundial de 2010[82][91][92]
- MVP do Torneio Hubert Jerzeg Wagner de 2010[93][94]
- MVP do Campeonato Mundial de 2010[95][96]
- MVP dos Jogos Olímpicos de Londres de 2012[97]

Paulo Silva
- MVP da Copa Pan-Americana de 2011[98]

Ricardinho
- MVP da Liga Mundial de 2007[82]

Rogério Carvalho
- MVP da Copa Pan-Americana Sub-23 de 2012[99]

Serginho
- MVP da Liga Mundial de 2009[82][100]
- MVP do Campeonato Sul-Americano de 2011[101]
- MVP do Campeonato Sul-Americano de 2015[102]
- MVP dos Jogos Olímpicos do Rio de Janeiro de 2016[103][104]

Sidão
- MVP do Campeonato Sul-Americano de 2013[105]

Victor Cardoso
- MVP da Copa Pan-Americana Sub-21 de 2017[106][107]

Wallace de Souza
- MVP da Liga das Nações de 2021

## Elenco atual
Última convocação realizada para a disputa do Campeonato Sul-Americano de 2023.
Técnico:  Renan Dal Zotto
| Camisa | Nome               | Posição    | Altura (m) | Peso (kg) | Clube atual                  | Naturalidade       |
| ------ | ------------------ | ---------- | ---------- | --------- | ---------------------------- | ------------------ |
| 1      | Bruno Rezende      | Levantador | 1,90       | 76        | Vôlei Renata/Campinas        | Rio de Janeiro     |
| 4      | Otávio Pinto       | Central    | 2,02       | 95        | Sada Cruzeiro                | Minas Gerais       |
| 6      | Adriano Cavalcante | Ponteiro   | 2,01       | 83        | Vôlei Renata/Campinas        | Minas Gerais       |
| 8      | Henrique Honorato  | Ponteiro   | 1,90       | 85        | Itambé/Minas                 | Paraíba            |
| 9      | Yoandy Leal        | Ponteiro   | 2,01       | 107       | Gas Sales Bluenergy Piacenza | Havana             |
| 14     | Fernando Kreling   | Levantador | 1,85       | 85        | Vero Volley Monza            | Rio Grande do Sul  |
| 16     | Lucas Saatkamp     | Central    | 2,09       | 101       | Sada Cruzeiro Vôlei          | Rio Grande do Sul  |
| 17     | Thales Hoss        | Líbero     | 1,90       | 80        | Chaumont Volley-Ball 52      | Rio Grande do Sul  |
| 18     | Ricardo Lucarelli  | Ponteiro   | 1,96       | 90        | Gas Sales Bluenergy Piacenza | Minas Gerais       |
| 19     | Felipe Roque       | Oposto     | 2,12       | 118       | Vôlei Renata/Campinas        | Minas Gerais       |
| 21     | Alan Souza         | Oposto     | 2,02       | 98        | Sada Cruzeiro                | Rio de Janeiro     |
| 22     | Maique Nascimento  | Líbero     | 1,87       | 78        | Itambé/Minas                 | Minas Gerais       |
| 23     | Flávio Gualberto   | Central    | 2,00       | 92        | Sir Safety Susa Perugia      | Minas Gerais       |
| 28     | Darlan Souza       | Oposto     | 1,93       | 97        | Sesi-SP                      | Rio de Janeiro     |
| 30     | Judson Amabel      | Central    | 2,05       | 100       | Suzano Vôlei                 | Mato Grosso do Sul |